# Bosonožský hájek
Bosonožský hájek este o arie protejată (arie specială de conservare — SAC, sit de importanță comunitară — SCI) din Republica Cehă întinsă pe o suprafață de 46,6 ha, integral pe uscat.

## Localizare
Centrul sitului Bosonožský hájek este situat la coordonatele 49°11′23″N 16°29′59″E / 49.189722°N 16.499722°E.

## Înființare
Situl Bosonožský hájek a fost declarat sit de importanță comunitară în aprilie 2005 pentru a proteja 1 specie de plante. Situl a fost protejat și ca arie specială de conservare în iulie 2012.

## Biodiversitate
Situată în ecoregiunea continentală, aria protejată conține 1 habitat natural: Păduri de stejar și carpen Galio-Carpinetum.
La baza desemnării sitului se află o specie protejată de  plante: papucul doamnei (Cypripedium calceolus).